# Cephalobares
Cephalobares is een monotypisch geslacht van spinnen uit de  familie van de Theridiidae (Kogelspinnen).

## Soort
- Cephalobares globiceps Pickard-Cambridge, 1870